# 长柄异药花
长柄异药花（学名：Fordiophyton longipes）为野牡丹科异药花属下的一个种。其种加词“Longipes”意为“长梗的”，“长柄的”。